# Itanhaém (kommun)
Itanhaém är en kommun i Brasilien.   Den ligger i delstaten São Paulo, i den sydöstra delen av landet, 900 km söder om huvudstaden Brasília. Antalet invånare är 87 053.
Följande samhällen finns i Itanhaém:
- Itanhaém

I omgivningarna runt Itanhaém växer i huvudsak städsegrön lövskog. Runt Itanhaém är det ganska tätbefolkat, med 179 invånare per kvadratkilometer.